# Сальников, Алексей Степанович
Алексей Степанович Сальников (1921—1985) — старший сержант Советской Армии, участник Великой Отечественной войны, Герой Советского Союза (1946).

## Биография
Алексей Сальников родился 17 марта 1921 года в селе Захаркино (ныне — Сергиевский район Самарской области). После окончания начальной школы работал в колхозе. В 1940 году Сальников был призван на службу в Рабоче-крестьянскую Красную Армию. С августа 1942 года — на фронтах Великой Отечественной войны.
К апрелю 1945 года старший сержант Алексей Сальников командовал орудием 674-го стрелкового полка 150-й стрелковой дивизии 3-й ударной армии 1-го Белорусского фронта. Отличился во время освобождения Польши. 10 апреля 1945 года расчёт Сальникова участвовал в прорыве немецкой обороны с плацдарма на западном берегу Одера к северо-западу от Кюстрина, уничтожив штурмовое и зенитное орудие, а также большое количество солдат и офицеров противника.
Указом Президиума Верховного Совета СССР от 15 мая 1946 года старший сержант Алексей Сальников был удостоен высокого звания Героя Советского Союза с вручением ордена Ленина и медали «Золотая Звезда».
В 1946 году Сальников был демобилизован. Проживал и работал в родном селе. Скончался 11 мая 1985 года.
Был также награждён двумя орденами Отечественной войны 1-й степени и рядом медалей.

## Семья
Сыновья: Сальников Иван Алексеевич, Сальников Сергей Алексеевич, Сальников Николай Алексеевич, Сальников Виталий Алексеевич.Дочь: Сальникова Татьяна Алексеевна